# François-Louis-Annet Bégon de La Rouzière
François Louis Annet Bégon de La Rouzière est un homme politique français né le 3 mars 1750 à Gannat (Allier) et décédé le 11 avril 1814 à Provins (Seine-et-Marne).
Maréchal de camp au moment de la Révolution, il est chargé de la rédaction des cahiers de doléances de la ville de Riom. Il est député de la noblesse aux États généraux de 1789 et se montre hostile aux réformes. Il démissionne le 17 septembre 1789 et émigre en Savoie, pour rejoindre le comte d'Artois. Rentré en France en 1802, il est emprisonné comme conspirateur et n'est libéré qu'en 1809.

## Sources
- « François-Louis-Annet Bégon de La Rouzière », dans Adolphe Robert et Gaston Cougny, Dictionnaire des parlementaires français, Edgar Bourloton, 1889-1891 [détail de l’édition]